# Млекарката
„Млекарката“ е картина на нидерландския художник Йоханес Вермеер ван Делфт. Нарисувана е около 1658 година.
Намира се в Райксмузеум в Амстердам. Официално в галерията името ѝ е „Кухненската прислужница“.

## История
Питър Клаес ван Руйвен, покровител на Вермеер в Делфт, вероятно купува картината директно от художника. По-късно собствеността преминава в ръцете на неговия доведен син Якоб Дисиус (1653 – 1695), чийто имущество е разпродадено, включително и други картини на Вермеер на аукцион през 1696 година. Още тогава, картината е високо оценена и достига втора по количество сума от 175 гулдена, солидна за времето си цена. Надмината е само от Изглед от Делфт, продадена за 200 гулдена.
През 1719 година, картината отново е на аукцион след което преминава през поне петима амстердамски колекционери преди да стане част от една от най-богатите колекции на нидерландско изкуство, тази на Лукреция Йохана ван Уинтър (1785 – 1845). През 1822 година, тя се омъжва за член на известната фамилия колекционери от Амстердам – Сикс. През 1908 година, двама от наследниците продават картината, заедно с още 38 платна от прочутата колекция Сикс на Райксмузеум. Платената сума за сбирката възлиза на 750 000 гулдена и е осигурена с подкрепата на холандското правителство и дружеството „Рембранд“. Сделката е съпроводена със скандал, разразил се след ожесточени дискусии в пресата, довели до обсъждане в парламента. Причината е съмненията относно художествената стойност на част от картините сред които и „Млекарката“. В крайна сметка всички обвинения са отхвърлени и произведенията са защитени като част от националното културно наследство.
През 1939 година, картината е изложена на Световното изложение в Ню Йорк. По време на събитието избухва Втората световна война. Нидерландия е окупирана, поради което „Млекарката“ остава в САЩ до края на войната. През този период, тя е изложена в детройтския институт за изкуства и Метрополитън музей.